# اسعدالدوله ذوالفقاری
حسین‌قلی‌خان سردار (در گذشت ۱۳۲۶ شمسی) ملقب به اسعد الدوله فرزند ذوالفقارخان اسعدالدوله، از مالکان و فئودال‌های بزرگ زنجان بود.

## زندگی

ایستاده از راست: شیخ ابراهیم زنجانی، سید محمد موسوی زنجانی، مهدی خان کاشی وزیر همایون، میرزا جواد طارمی و حسین‌قلی‌خان اسعدالدوله ذوالفقاری به همراه معلمان نخستین مدرسه جدید زنجان.

حسین‌قلی‌خان، فرزند دوم ذوالفقارخان اسعدالدوله و مادرش آسیه‌خانم دختر امیرابراهیم‌خان مظفرالدوله بود. او ابتدا لقب منیع‌الدوله داشت و پس از مرگ پدر به اسعدالدوله ملقب شد. گاهی حکومت مستقل زنجان به وی سپرده می‌شد و گاهی جهانشاه‌خان امیرافشار او را از طرف خود نایب‌الحکومه می‌نمود. پس از استقرار حکومت رضاشاه، از قدرت او کاسته شد.
در حدود سال هزار و سیصد خورشیدی اسعدالدوله سفری به اروپا کرد. مشفق کاظمی می‌نویسد: «اسعدالدوله سردار زنجانی را که طی دو مسافرت به زنجان بارها دیده بودم، بر اثر ناراحتی که در دیدگانش پیدا شده بود، با امیراشرف برادر همسرش برای معالجه از راه برلن عازم پاریس بود و پیش از عزیمت به پاریس آن دو را در برلن دیده بودم. چون می‌دانستم در مهماخانه «دی‌نا» نزدیک اِتوال منزل گرفته‌اند، در اوایل اقامتم روزی برای دیدن امیراشرف و استحضار از حال سردار آنجا رفته بودم.»
حسین‌قلی‌خان در سال ۱۳۰۵ هـ.ش. در طی جراحی روده از دو چشم نابینا شد. او بیست سال آخر عمر را نابینا زیست و در سال ۱۳۲۶ هـ.ش. درگذشت. اسعدالدوله املاک بسیاری را از اجداد خود به ارث برد و در طول زندگانی خود مهم‌ترین مالک زنجان بود. پل سردار از بناهای اوست.

## فرزندان
- از قمرتاج‌خانم احتجاب‌السلطنه، دختر رضاقلی‌خان فخیم‌الدوله و جمیله‌خانم سازندهٔ مسجد خانم زنجان، دختر حسین‌قلی‌خان افشار:

1. احمد خان منیع الدوله
2. حمید ذوالفقاری
3. بیوک ذوالفقاری
4. اکرم ذوالفقاری (با ابوالقاسم مافی ازدواج کرد)
5. اشرف ذوالفقاری (با خسرو دیبا ازدواج کرد)

- از منورالدوله دختر سلطان‌علی وزیر افخم:

1. محمود ذوالفقاری، نمایندهٔ زنجان در دوره‌های ۱۸، ۱۹ و ۲۰ مجلس شورای ملی، ملقب به سردار ملی زنجان[۲]
2. مصطفی ذوالفقاری، نمایندهٔ زنجان در دورهٔ ۱۸ و نمایندهٔ بیجار در دورهٔ ۲۰ مجلس شورای ملی
3. ناصر ذوالفقاری، نمایندهٔ زنجان در دوره‌های ۱۵، ۱۶ و ۱۷ مجلس شورای ملی، معاون نخست‌وزیر در کابینهٔ حسین علاء و منوچهر اقبال، شهردار تهران ۱۳۳۸–۱۳۳۹ و وزیر مشاور در کابینهٔ علی امینی. همسر او شکوه عدل دختر منصور السلطنه بود.
4. امیرحسن ذوالفقاری
5. فخرایران ذوالفقاری، همسر احمد سیدامامی و مادر طناز، کامران، کاظم و کاووس سیدامامی[۳]

- از بدرالدوله دختر سلطان‌علی وزیر افخم:

1. رضا ذوالفقاری، نمایندهٔ شهرستان خدابنده در دورهٔ ۲۳ و نمایندهٔ طارم در دورهٔ ۲۴ مجلس شورای ملی
2. هدایت‌الله ذوالفقاری، آجودان مخصوص فرح دیبا، رئیس تشریفات دربار پهلوی و معاون کل تشریفات سلطنتی
3. مرتضی ذوالفقاری
4. امیرحسین ذوالفقاری
5. پروانه ذوالفقاری (با علی وثوق پسر وثوق‌الدوله ازدواج کرد)

- از سکینه‌خانم:

1. بتول ذوالفقاری (با محمدحسن امیرافشار ازدواج کرد)
2. نصرت ذوالفقاری